# Gangrena
La gangrena és la necrosi i posterior descomposició de teixits orgànics causada per infecció, trombosi o deficiència del flux sanguini. Normalment, és el resultat d'insuficiències severes del subministrament de sang, a vegades causades per lesions i conseqüents contaminacions bacterianes. Aquest és el cas més comú en les extremitats. El millor tractament és la revascularització (restauració) de l'òrgan afectat, que podria revertir alguns dels efectes de la necrosi i permetre la seva curació. Depenent de l'extensió de la pèrdua de teixit i la seva ubicació, els tractaments van des de permetre que els dits es desprenguin, fins a l'amputació i extracció dels teixits necròtics infectats.

## Tipus
- La gangrena causada per una severa infecció bacteriana en una ferida s'anomena gangrena humida.
- La gangrena causada per falta de circulació en una ferida o àrea afectada s'anomena gangrena seca

### Gangrena seca
Si el flux sanguini s'interromp a causa d'una raó diferent a la d'una severa infecció bacteriana, el resultat és una gangrena seca. Persones amb el flux sanguini perifèric reduït o malmès tenen un greu risc de patir una gangrena seca, com és el cas dels diabètics.
Els primers signes de la gangrena seca són un dolor apagat i una sensació de fred a l'àrea, amb un color pàl·lid de la carn. Si es detecta aviat, el procés podria ser revertit mitjançant cirurgia vascular. No obstant això, si la necrosi ha arribat a establir-se, el teixit afectat ha de ser extret per no sofrir gangrena humida.

### Gangrena gasosa
La gangrena gasosa és una infecció bacteriana que produeix gas dins dels teixits gangrenats. És una forma mortal de gangrena normalment causada pel bacteri Clostridium perfringens. Atesa la seva tendència expansiva, es considera una emergència mèdica. La ràpida progressió de la gangrena gasosa esdevé a causa de l'expansió inherent dels gasos, els quals obren i separen els teixits, exposant progressivament els teixits sans a la infecció.
La gangrena gasosa pot causar mionecrosi i sèpsia. La seva evolució a toxèmia i xoc sèptic és sovint molt ràpida.

## Història
Els anys previs als antibiòtics, els cucs (larves) de mosca eren habitualment utilitzats per tractar ferides o úlceres i prevenir o aturar l'expansió de la necrosi. Aquesta pràctica es basa en el fet que algunes espècies de cucs consumeixin només carn morta, sense afectar el teixit viu circumdant. Des de l'aparició de l'antibiòtic i els enzims ja no s'utilitza l'esmentada pràctica. No obstant això, la teràpia amb cucs ha recuperat credibilitat i s'usa a vegades amb una gran efectivitat en casos de teixits amb necrosicrònica.

## Tractament
El tractament habitual és la cirurgia amb desbridament i l'escissió que comporta en molts casos una amputació. Els antibiòtics són ineficaços perquè no penetren prou els músculs isquèmics. No obstant això, la penicil·lina és un tractament complementari a la cirurgia. A més, la teràpia d'oxigenació hiperbàrica és utilitzada i actua com inhibidora del creixement infecciós dels bacteris anaeròbics Clostridium perfrigens.